# Victor Malmström

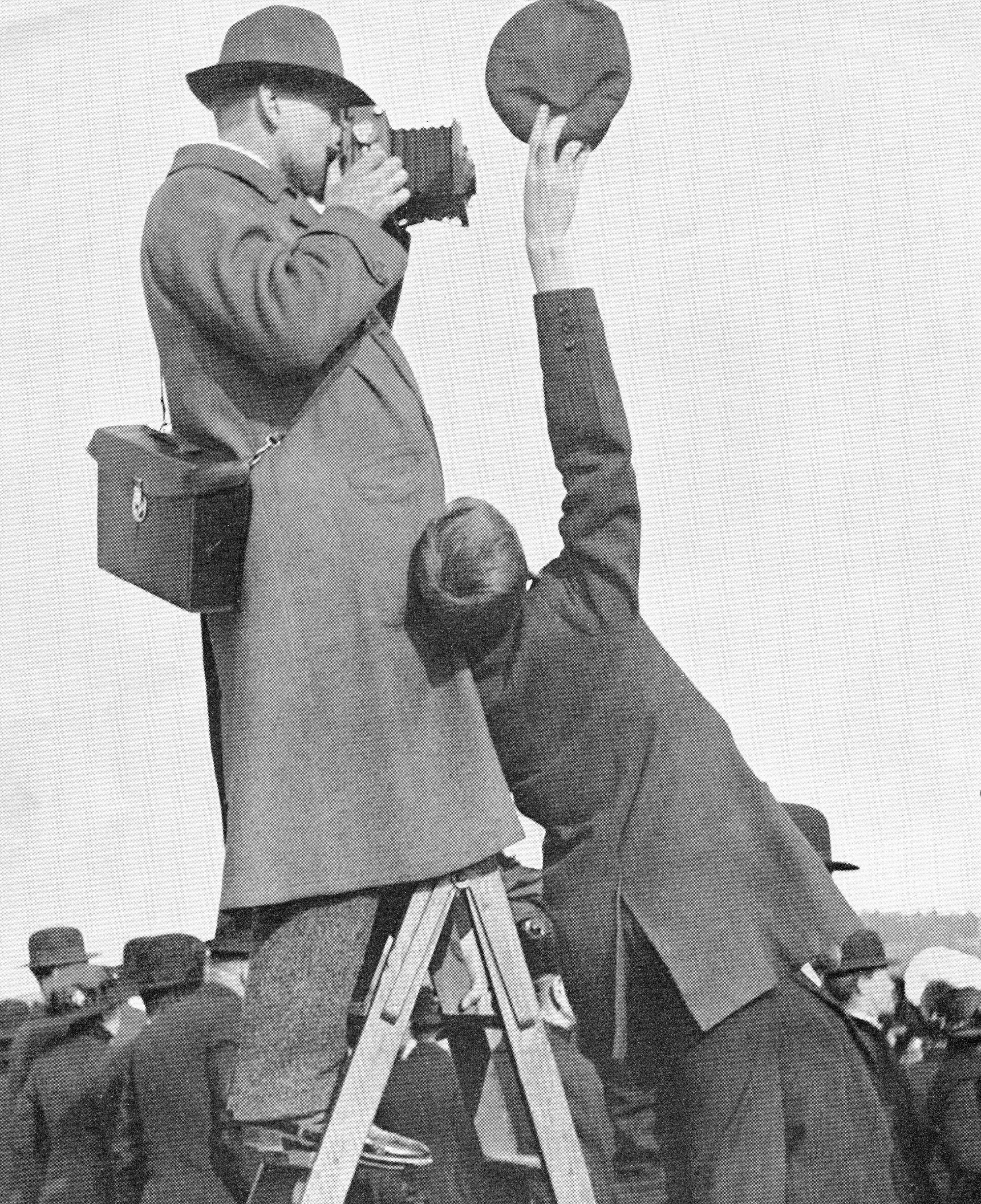
Axel Malmström na štaflích se svým synem Victorem, který mu kloboukem zastiňuje objektiv, demonstrace 1. května 1915

Victor "Vicke" Malmström (1897 - asi říjen 1962) byl švédský novinářský fotograf. Také jeho otec Axel Malmström byl fotožurnalista, stejně jako Victorův syn Åke.

## Život a dílo
Jeho otec v roce 1902 založil ve Stockholmu vlastní studio, které provozoval až do roku 1930. Victor Malmström v letech 1910 - 1920 působil jako stálý asistent svého otce, souhlasil s jeho ideály a přebíral techniku i kompozici. Je proto obtížné odlišit od sebe jejich práce. První publikované snímky pořídil v roce 1912 na Olympijských hrách ve Stockholmu, které dokumentoval jeho otec jako jeden ze tří oficiálních fotografů. Victor se brzy osamostatnil jako nezávislý fotograf, i když spolupráce s otcem trvala až do roku 1920. Victor Malmström pořídil několik fotografií během demonstrací na náměstí Gustav Adolfs torg v červnu 1917, které byly později zveřejněny mimo jiné v sociálnědemokratickém tisku Hvar 8 Dag v rámci společné obchodní značky M.
V letech 1925 a 1932 byl stálým novinářským fotografem u Dagens Nyheter. Když se v roce 1930 objevila Andréesova balónová polární expedice, dokumentoval se svým fotoaparátem okamžik, když zbytek expedice dorazil do Norska. Během období 1930 - 1940 pracoval především jako fotograf na volné noze pro Aftonbladet a od roku 1949 tam byl stálým zaměstnancem. Fotografoval až do své smrti v říjnu 1962.
Známá je fotografie, jak stojí na štaflích společně se svým otcem Axelem, kterému stíní objektiv kloboukem místo sluneční clony.

## Galerie

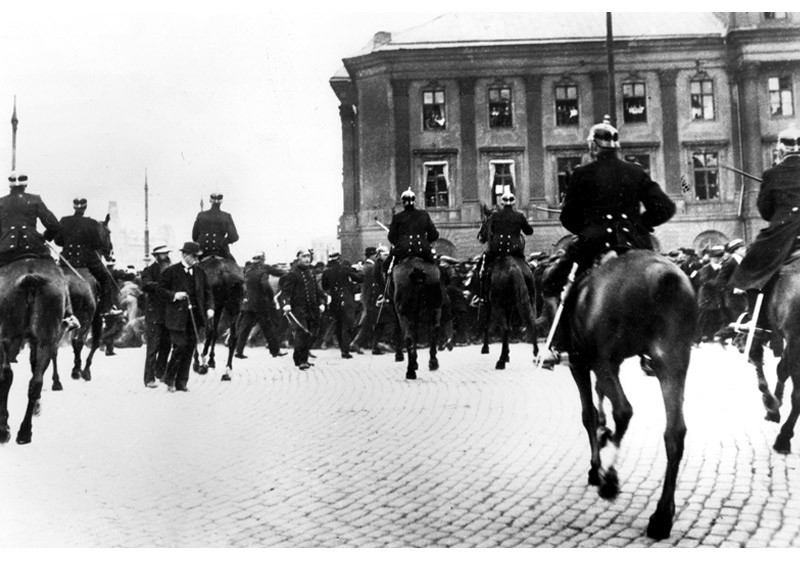
Demonstrace, 1917
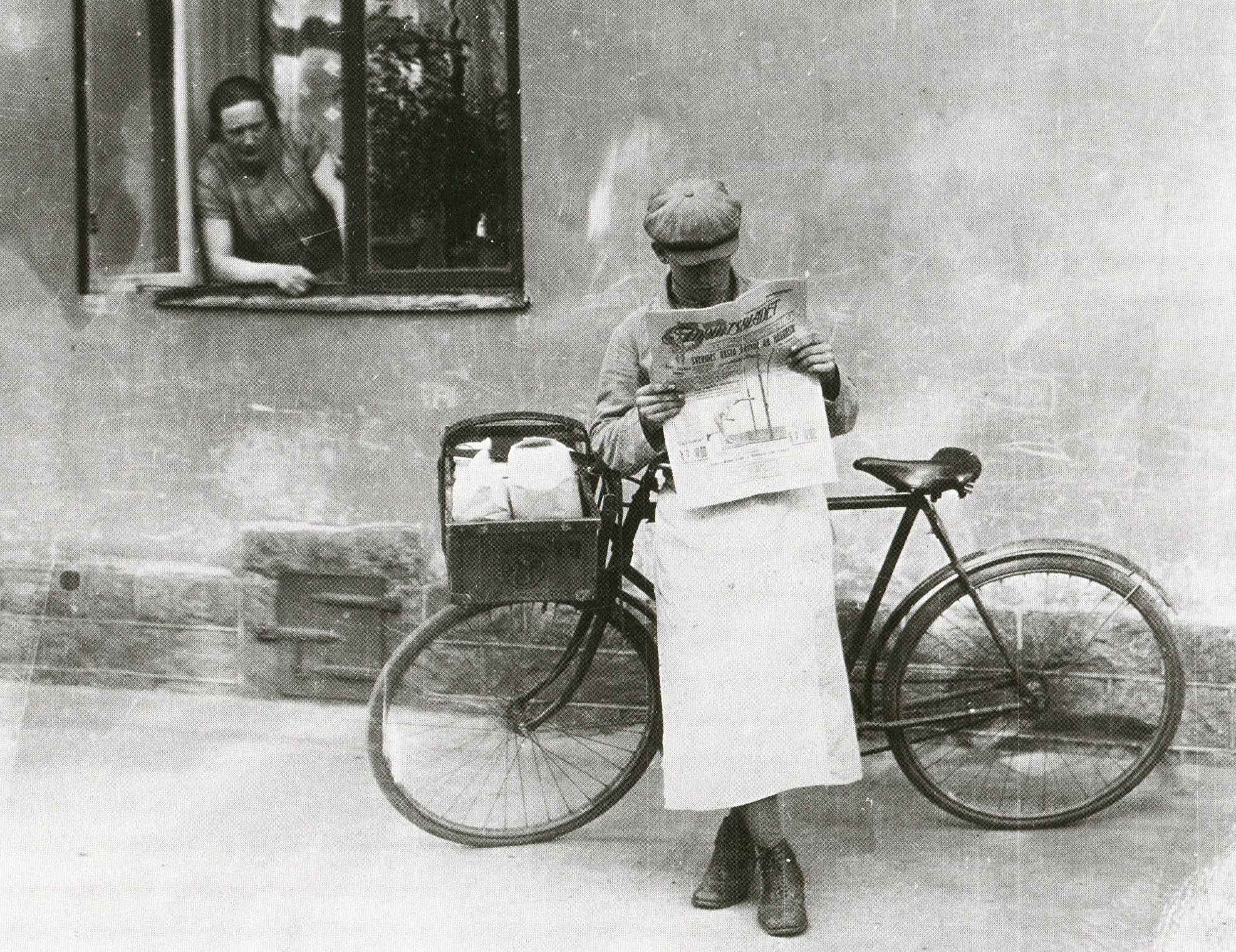
Poslíček na kole, Stockholm, 1930
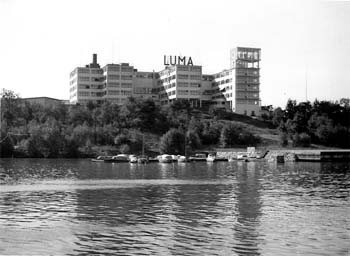
Továrna Lumafabriken, 1943
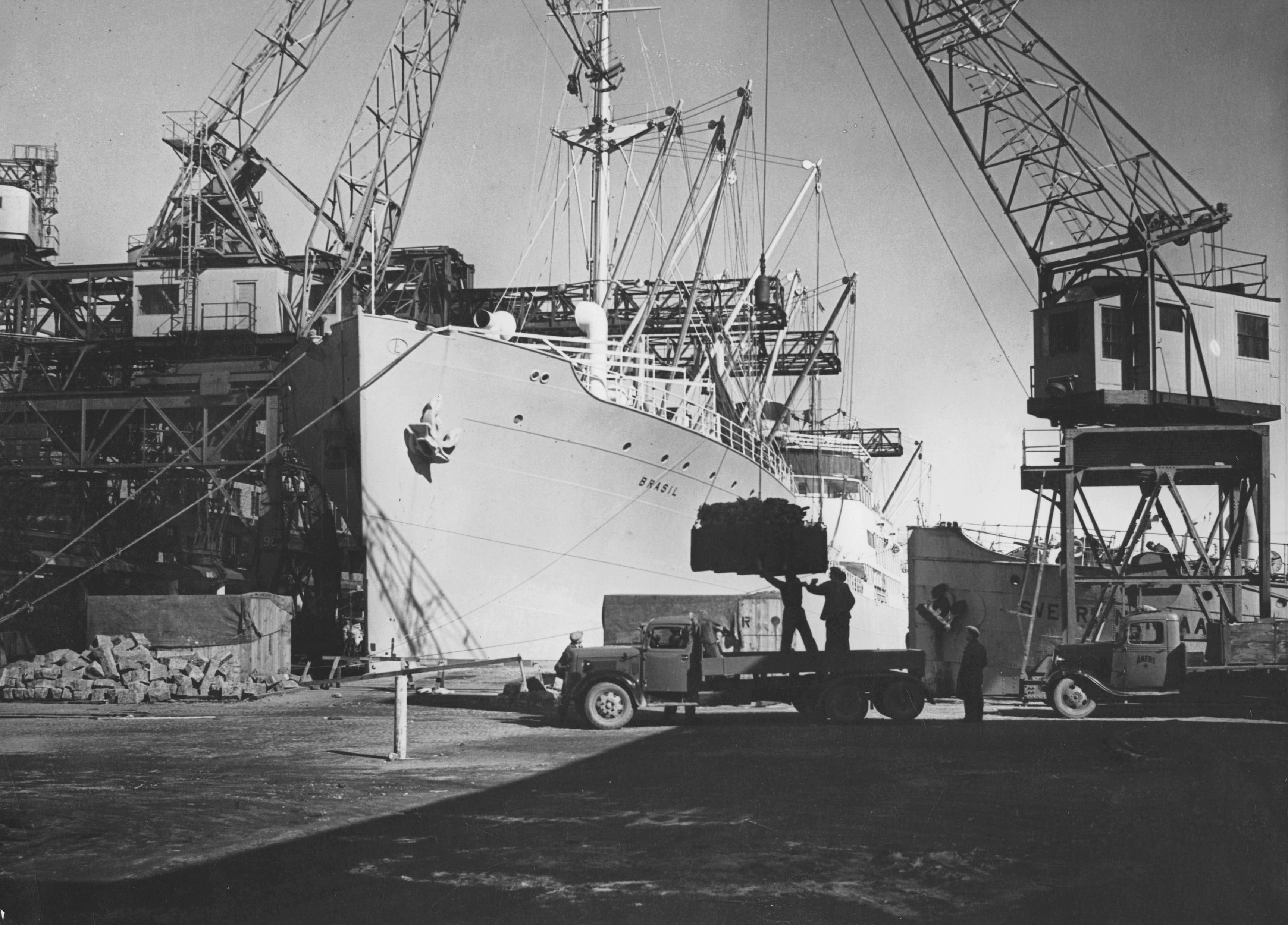
Stockholmský přístav, 1946
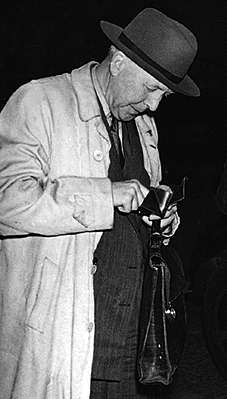
Ernst Wigforss, 1947
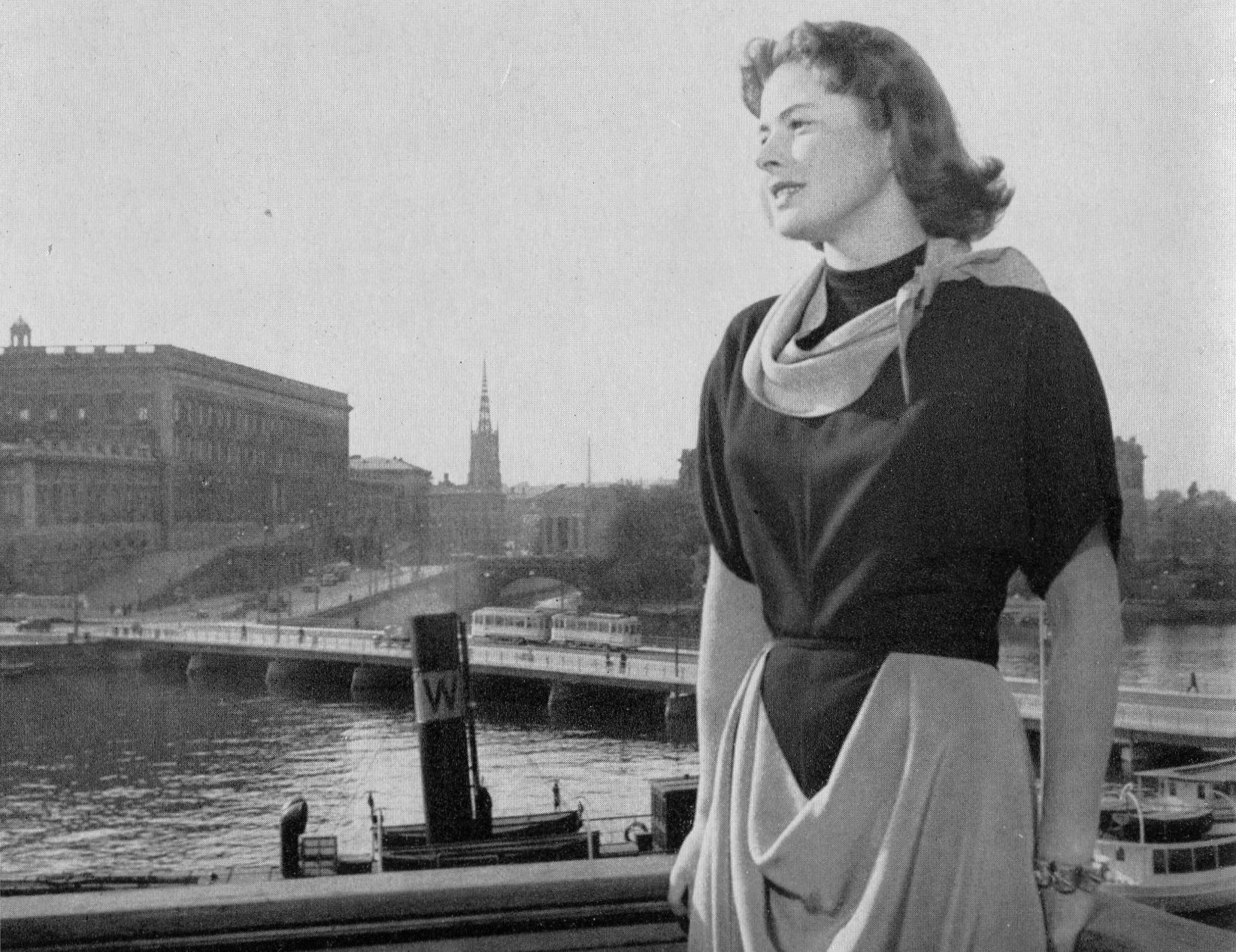
Ingrid Bergmanová, 1948
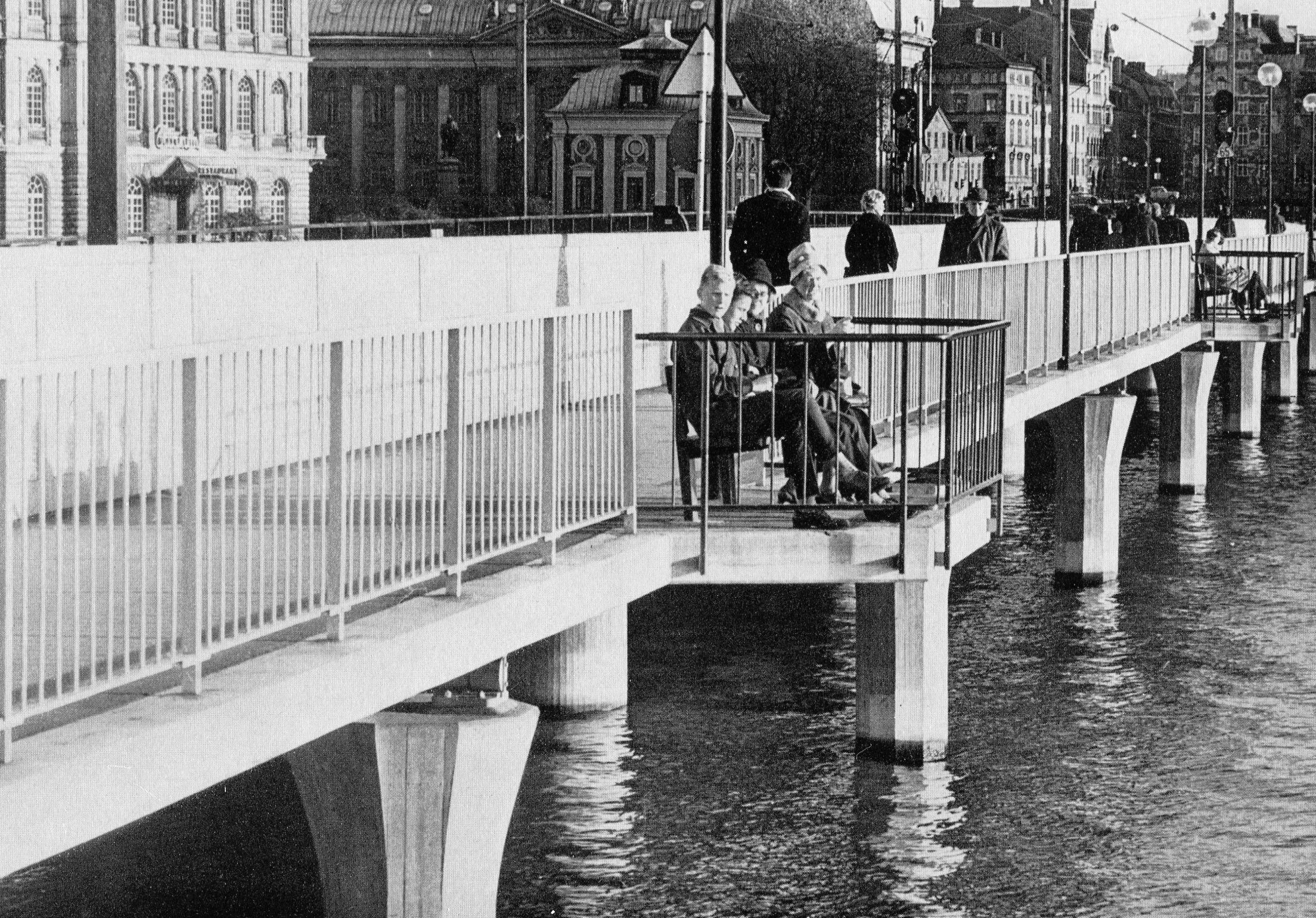
1962
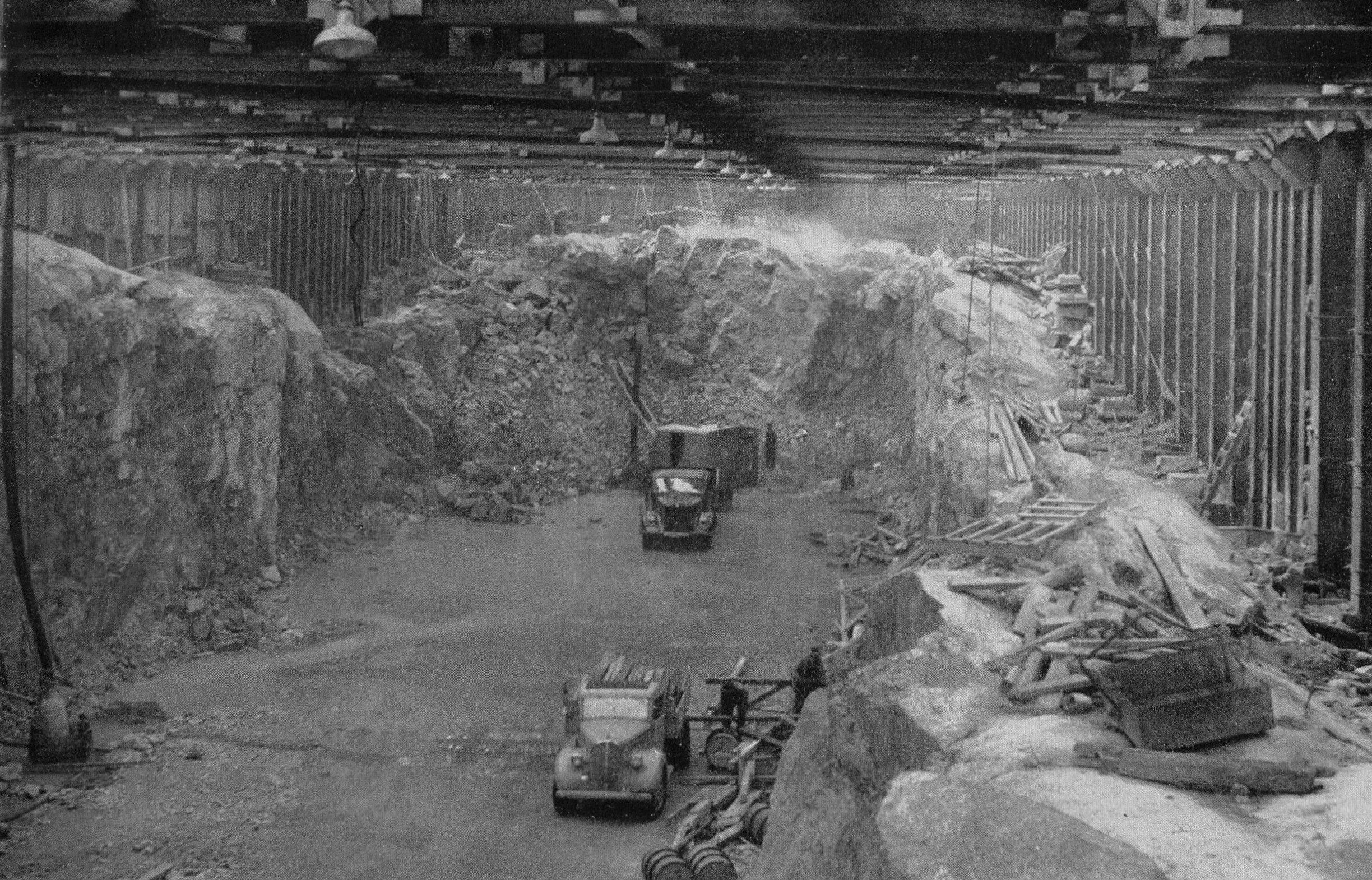
Tunel, 1962
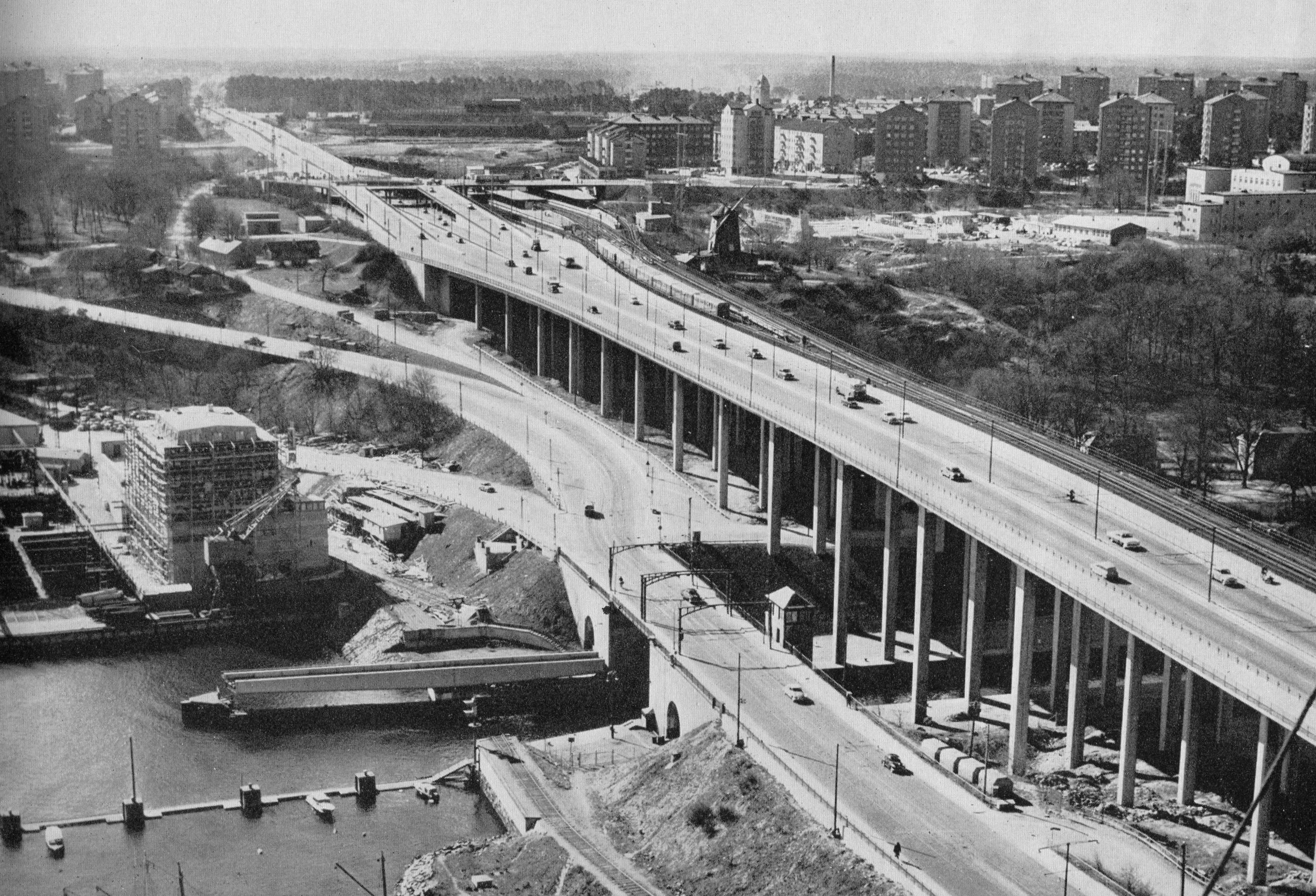
Skansbron Skanstullsbron, 1962